# Agnieszka Chylińska

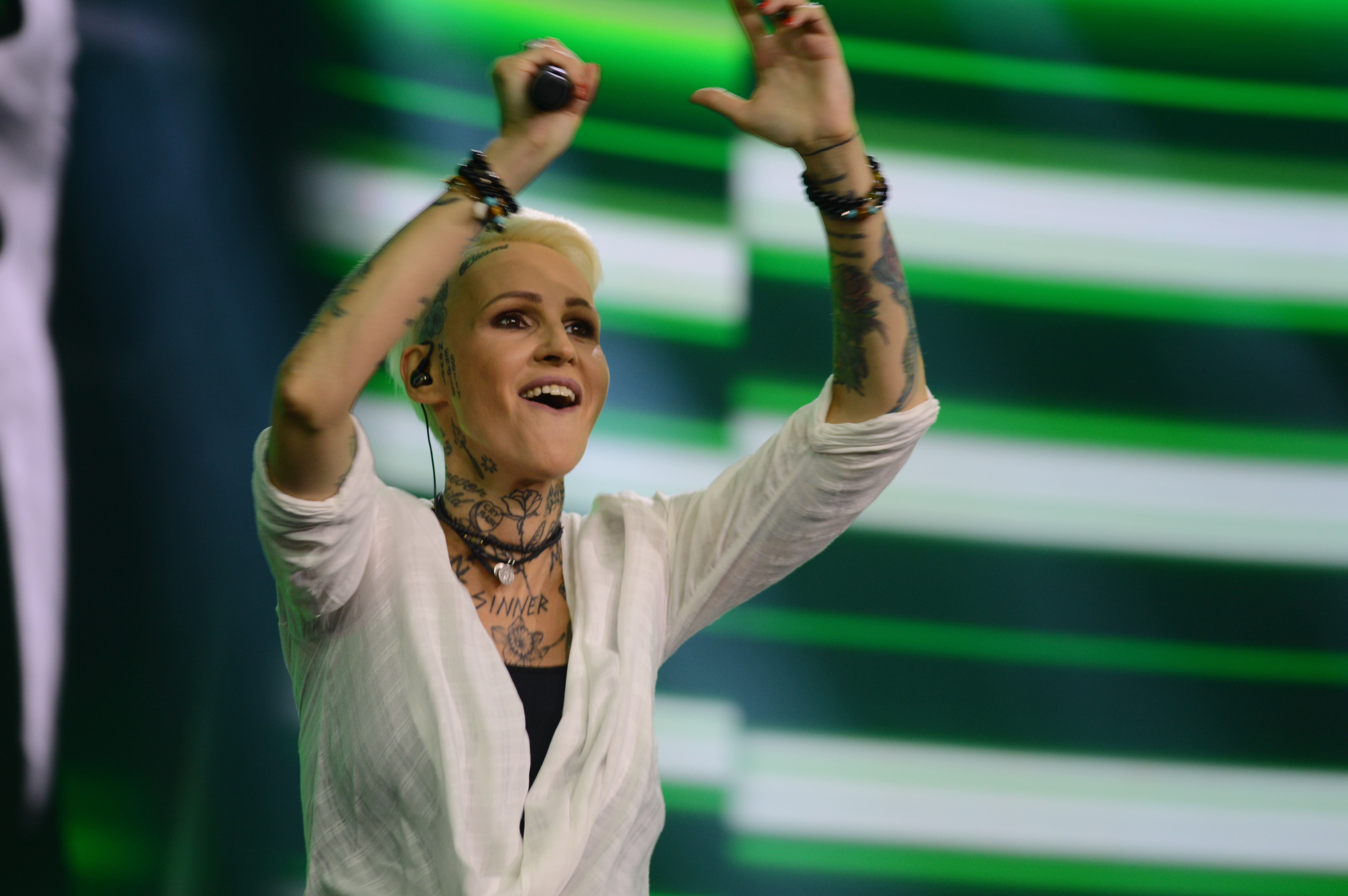
Agnieszka Chylińska (2022)

Agnieszka Barbara Chylińska (* 23. Mai 1976 in Danzig) ist eine polnische Sängerin und Schauspielerin.

## Leben
Chylińska ist die Tochter des Sportjournalisten Andrzej Chyliński und einer Lehrerin. Sie hat einen älteren Bruder, Wawrzyn „Varien“ Chyliński, welcher Schlagzeuger bei der Death-Metal Band Damnation war.
Von 1994 bis 2003 war sie die Frontsängerin der polnischen Band O.N.A. Seit 2003 tritt sie als „Chylińska“ auf. Ein Jahr später veröffentlichte sie ihr Album Winna („Die Schuldige“). 2008 wurde sie Jurymitglied der polnischen Version von Got Talent – Mam Talent. Im Jahr 2009 veröffentlichte sie ihr Studioalbum Modern Rocking. Weitere Veröffentlichungen waren im Jahr 2016 Forever Child, 2018 Pink Punk und 2022 Never Ending Story.
Chylińska ist in zweiter Ehe verheiratet und hat drei Kinder.

## Diskografie (Auswahl)

### Alben
| Jahr | Titel                                                 | Höchstplatzierung, Gesamtwochen, AuszeichnungChartsChartplatzierungen (Jahr, Titel, Platzierungen, Wochen, Auszeichnungen, Anmerkungen) | Anmerkungen                              |
| Jahr | Titel                                                 | PL | Anmerkungen                              |
| ---- | ----------------------------------------------------- | --- | ---------------------------------------- |
| 2009 | Modern Rocking                                        | PL1 Platin · (24 Wo.)PL | Erstveröffentlichung: 23. Oktober 2009   |
| 2016 | Forever Child                                         | PL1 ×3Dreifachplatin · (39 Wo.)PL | Erstveröffentlichung: 30. September 2016 |
| 2018 | Pink Punk                                             | PL2 Gold · (16 Wo.)PL | Erstveröffentlichung: 26. Oktober 2018   |
| 2022 | Never Ending Sorry                                    | PL1 ×2Doppelplatin · (59 Wo.)PL | Erstveröffentlichung: 28. Oktober 2022   |
| 2024 | 30 lat Agnieszki Chylińskiej - Kiedyś do Ciebie wrócę | PL3 (… Wo.)PL | Erstveröffentlichung: 15. November 2024  |

### Singles
| Jahr | Titel Album                               | Höchstplatzierung, Gesamtwochen, AuszeichnungChartsChartplatzierungen (Jahr, Titel, Album, Platzierungen, Wochen, Auszeichnungen, Anmerkungen) | Anmerkungen                                                         |
| Jahr | Titel Album                               | PL | Anmerkungen                                                         |
| ---- | ----------------------------------------- | --- | ------------------------------------------------------------------- |
| 2009 | Nie Mogę Cię Zapomnieć Modern Rocking     | PL55 a (4 Wo.)PL | Erstveröffentlichung: 2. Oktober 2009 Charteinstieg in PL erst 2020 |
| 2016 | Królowa łez Forever Child                 | PL1 Diamant · (47 Wo.)PL |                                                                     |
| 2017 | Kcacnl Forever Child                      | PL28 Gold · (7 Wo.)PL |                                                                     |
| 2022 | Jest nas więcej Never Ending Sorry        | PL23 (3 Wo.)PL | Erstveröffentlichung: 29. Juli 2022                                 |
| 2022 | Kiedyś do Ciebie wrócę Never Ending Sorry | PL3 b Diamant · (15 Wo.)PL | Erstveröffentlichung: 16. September 2022                            |

grau schraffiert: keine Chartdaten aus diesem Jahr verfügbar
Weitere Lieder mit Auszeichnungen
- 2023: Drań (PL: Platin)